# Bondarivka, Veselînove
Bondarivka (în ucraineană Бондарівка) este un sat în așezarea urbană Kudreavțivka din raionul Veselînove, regiunea Mîkolaiiv, Ucraina.

## Demografie
Componența lingvistică a localității Bondarivka
     Ucraineană (94,74%)
     Rusă (4,61%)
     Alte limbi (0,66%)
Conform recensământului din 2001, majoritatea populației localității Bondarivka era vorbitoare de ucraineană (94,74%), existând în minoritate și vorbitori de rusă (4,61%).